# کفر تخاریم
کفر تخاریم (به عربی: کفر تخاریم) یک منطقهٔ مسکونی در سوریه است که در شهرستان حارم واقع شده‌است.

## خصوصیات
کفر تخاریم ۱۰٬۰۸۴ نفر جمعیت دارد.